# Josep Francesc Chaqués i Noverques
Josep Chaqués i Noverques (Almussafes, Ribera Baixa) és un mestre valencià retirat, que ha fet de l'ensenyament en valencià un dels seus objectius vitals.
Eix d'una família agrícola, que va emigrar a extremadura per a cultivar arrós. El treball del camp no li agradava i va estudiar magisteri. L’any 1978 va ser destinat  al País Basc. Hi va conèixer Xabier Arzallus Antia aleshores encara jesuïta i professor a Loiola. Arzallus li va obrir els ulls sobre la importància que els infants aprenguessin en la llengua materna.
Quan el  1983 es va aprovar la llei d'ús i ensenyament de València, va rebre molta resistència, sobretot de la premsa conservadora com ara Levante i Las Provincias. El 1985 nogensmenys va obtenir que el Col·legi Trullàs de Benifaió fes l'ensenyament totalment en valencià. Un any després, el 1986, també a Benifaió, van nàixer les Trobades d'escoles en valencià. Va fundar i va ser el primer president de l'Escola Valenciana-Federació d'Associacions per la Llengua, que des de 1998 convoca el premi Sambori per a promoure l'ús del valencià en l'àmbit educatiu. El 2006 aquest premi es va estendre a tots els Països Catalans i el 2022 hi van participar 130.000 alumnes.
El 2010 era president de la Coordinadora de Centres d'Ensenyament en Valencià de la Ribera i des del 2004 president de la Fundació Sambori. També és vicepresident de l'Associació Amics de l'Alguer València.
| «                               | Si hi ha llibertat per a no elegir el valencià també hem de tenir llibertat per a no elegir el castellà | » |
| — Josep Chaqués (2024), Vilaweb | |   |

## Reconeixement
El 2009 va rebre un dels Premis d'Actuació Cívica de la Fundació Lluís Carulla. El premi reconeix la seua trajectòria com a impulsor de l’ensenyament en valencià, així com la seua tasca en els Premis Sambori, uns guardons escolars de literatura en valencià on participen més de 70.000 alumnes cada any.
El 2015 va ser guardonat per Escola Valenciana que li ha atorgat el guardó a la trajectòria individual.

## Galeria
- Entrevista de Josep Chaqués a La Represa, 12 de febrer de 2016.